# Szoboszlai Endre

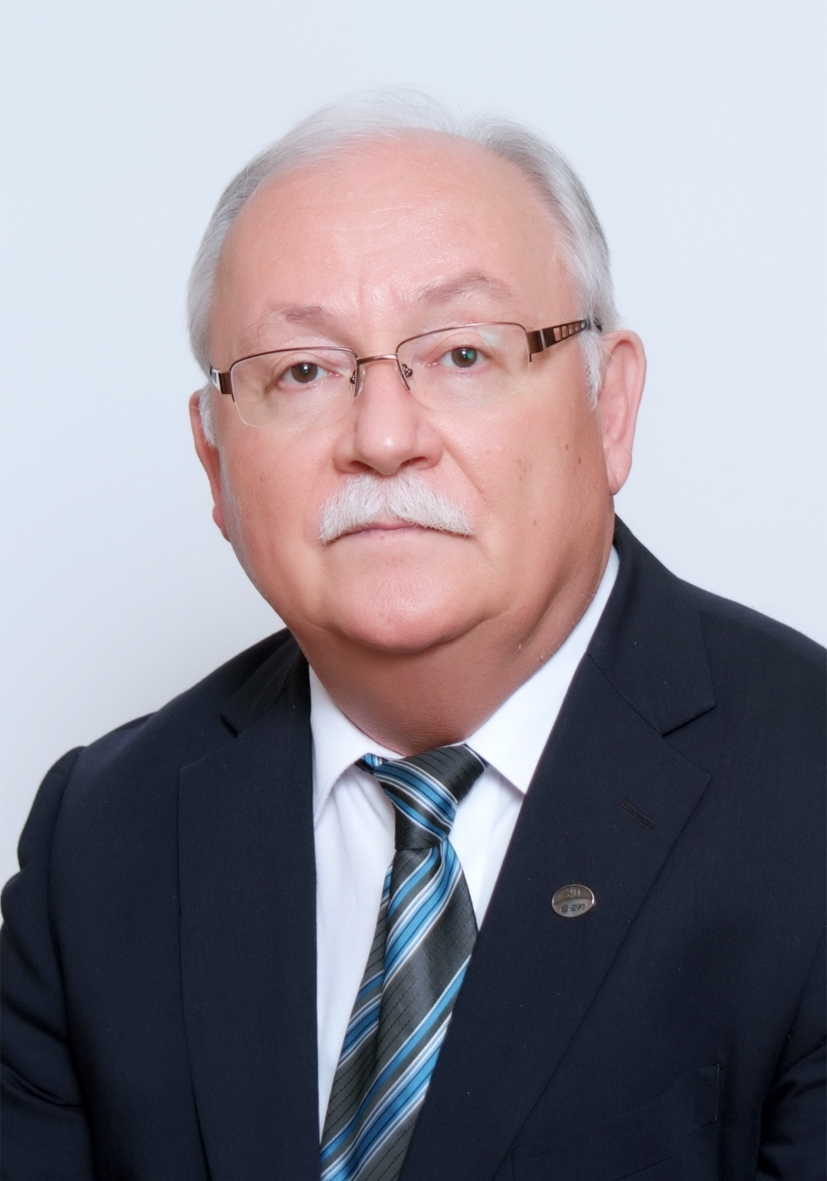

Szoboszlai Endre (Derecske, 1957. augusztus 14. –) magyar csillagász-ismeretterjesztő, újságíró, hagyományőrző.

## Élete
Gyerekkorát Konyáron töltötte. A debreceni Ipari szakmunkásképző, gimnázium és szakközépiskolában érettségizett, majd az ELTE TTK-n végezte el a csillagász–ismeretterjesztő képzést 1986–89 között. 1988-ban megházasodott. 1992–94-ben a szegedi József Attila Tudományegyetemen végzett újságíróként a belpolitika szakon.
A Biogal Gyógyszergyár Rt. kereskedelmi főosztályán dolgozott 1974 és 1982 között, majd a DOTE gazdasági igazgatóságán 1986-ig. Ezután a TITÁSZ-hoz került, ahol a cégátalakulásokon (E.ON) túl azóta – nyugállományba vonulása után – is dolgozik.
1994-ben indult országgyűlési képviselő jelölésen (a MIÉP jelölésében, nem párttagként), de nem sikerült a szükséges ajánlásokat megszereznie.
1994-től a Vitézi rend tagja, később törzskapitánya. Tagja a Hajdú-Bihar-megyei huszár-hagyományőrző bandériumnak.

## Csillagászat
1973-tól amatőrcsillagászati megfigyelések mellett számos, csillagászati témájú ismeretterjesztő anyag szerzője (csillagászat-történet, iszlám és jezsuita csillagászat, bibliai csillagászat, babonák és tudomány).
Tagja a Magyar Csillagászati Egyesületnek, a debreceni Magnitúdó Csillagászati Egyesületnek és a Magyar Tudományos, Üzemi és Szaklapok Újságíróinak Egyesületének.
1980 és 1989 között a Csillagászat Baráti Köre országos vezetőségének tagja, 1984-91 között a debreceni Amatőr Megfigyelő és Bemutató Csillagvizsgáló vezetője.

## Elismerései
- Róka Gedeon Emlékérem (1988)
- TIT Aranykoszorús Emlékérem (1992)
- Vitézi Rend Jubileumi Arany Érdemkereszt (1997)
- Horthy Miklós Arany Emlékérem (2000)
- Hűség a Hazához Érdemkereszt (2002)
- A Magyar Huszár és Katonai Hagyományőrző Szövetség Arany Érdemkeresztje (2007)